# Igarashi Daisuke
Igarashi Daisuke (五十嵐 大介 Ngũ Thập Lam Thái Giới) là một tác giả manga sinh ra tại tỉnh Saitama, Nhật Bản (2 tháng 4 năm 1969). Ông bắt đầu sự nghiệp từ năm 1993. Đối với độc giả, ông Igarashi nổi tiếng về nét vẽ đậm và chi tiết cùng với cốt truyện sáng tạo của mình. Trong khi những tác phẩm của ông đều rất tuyệt vời, nhưng chúng lại rất khó để phân biệt với truyện tranh hư cấu truyền thống; thay vào đó, Igarashi vẽ kết hợp các câu chuyện dân gian và vẻ đẹp của thiên nhiên với chủ nghĩa siêu thực và tâm linh để tạo ra một phong cách để có thể sánh vai với các tác phẩm của Miyazaki Hayao (Ông Igarashi bày tỏ trong một cuộc phỏng vấn rằng bộ phim của Miyazaki là Hàng xóm của tôi là Totoro đã truyền cảm hứng đến con đường tìm đến sự nghiệp tác giả manga của ông).
Trong khi ông không nằm trong lực lượng sản xuất manga chính của Nhật Bản, ông nhận được rất nhiều sự tán dương của các nhà phê bình. Manga của ông Witches đã giành được giải thưởng đặc biệt ở Japan Media Arts Festival năm 2004. Tác phẩm khác của ông, Ritoru Foresuto đã được bình chọn ở Osamu Tezuka Culture Award vào năm 2005. Trong khi ông rất nối tiếng với chuyện ngắn, ông cũng sáng tác một tác phẩm chuyện dài như là Kaijū no Kodomo, đã được xuất bản trong Ikki. Manga khác của ông Saru đã được bình chọn giải 4 của Manga Taishō.

## Tác phẩm
- Sora Tobi Tamashii
- Hanashipanashi
- Ritoru Foresuto
- Witches
- Kaijū no Kodomo
- The Adventures of Kabocha
- Saru
- Designs, xuất bản trong tuyển tập hàng tháng Afternoon (2015 -)[2]

## Tác phẩm tiếng Anh
Viz Media đã xuất bản 5 volume của Kaijū no Kodomo bằng tiếng Anh.